# 덩컨 대 루이지애나 사건
덩컨 대 루이지애나 사건(Duncan v. Louisiana)은 미국 연방대법원의 판례이다. 수정헌법 제6조의 배심재판을 받을 권리를 전환이론에 따라 주에게 적용한 사안이다.

## 판시사항
“배심재판을 받을 권리는 정부권력의 억압으로부터 피고인을 보호하기 위하여 인정되는 것이다. 비슷한 수준의 이웃사람들(peers)로 구성된 배심에 의하여 재판을 받는 것은 부패하거나 과욕이 넘치는 검사로부터, 그리고 정부권력에 순종하거나 편견을 가지고 있거나 괴팍한 판사로부터 피고인을 방어해 주는 소중한 보호장치인 것이다”